# Thecla bunnirae
Thecla bunnirae är en fjärilsart som beskrevs av Dyar 1918. Thecla bunnirae ingår i släktet Thecla och familjen juvelvingar. Inga underarter finns listade i Catalogue of Life.